# Аслауг
Аслауг, также известная как Аслёуг, Крака и Краба — королева в скандинавской мифологии, которая появляется в «Эдде» Снорри, «Саге о Вёльсунгах» и в саге о Рагнаре Лодброке как его третья жена.

## Аслауг в легенде

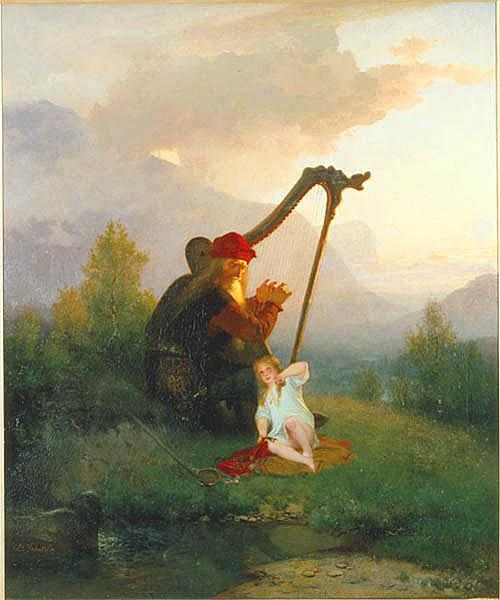
Король Геймир и Аслауг. Картина Августа Мальмстрёма. 1856 год

Согласно «Саге о Рагнаре Лодброке» XIII века, Аслауг была дочерью Зигфрида и воительницы Брюнхильды, но была воспитана приёмным отцом Брюнхильды Геймиром. После гибели Зигфрида и Брюнхильды Геймир был обеспокоен безопасностью Аслауг, поэтому пошёл на хитрость, чтобы спрятать девочку. Он путешествовал под видом бедного арфиста и возил с собой арфу, в которой и пряталась девочка.
Однажды они прибыли в Спангерейд в Линнеснесе в Норвегии, где оставались на ночь в доме крестьянина Аке и его жены Гримы. Аке решил, что в арфе спрятаны ценные предметы и рассказал о своих догадках Гриме. Жена убедила его убить Геймира, пока тот спит. Однако, когда они разобрали арфу, то обнаружили маленькую девочку, которую приняли как собственную дочь, назвав Кракой («Ворона»). Чтобы скрыть её красоту — признак благородного происхождения — они натёрли её дёгтем и одели в балахон с длинным капюшоном.
Однажды во время купанья её увидели несколько людей легендарного короля Рагнара Лодброка. Они засмотрелись на красоту Краки, и хлеб, который они выпекали, подгорел; когда Рагнар спросил их о причинах происшествия, они рассказали ему о девушке. Рагнар послал за ней, но, чтобы проверить её остроумие, приказал ей прибыть не одетой и не обнажённой, не сытой и не голодной, в одиночестве, но в сопровождении. Крака пришла обёрнутой в рыболовную сеть, кусая лук и в сопровождении одной лишь собаки. Впечатлённый её изобретательностью и обретя в ней мудрую спутницу, Рагнар предложил ей выйти за него замуж, однако девушка отказалась от заключения брака до тех пор, пока Рагнар не завершит своей миссии в Норвегии. Она родила ему четырёх сыновей: Ивара Бескостного, Бьёрна Железнобокого, Хвитсёрка и Сигурда Змееглазого.
Когда Рагнар посетил наместника Эйстейна Бели из Швеции, Эйстейн убедил его отказаться от Краки и жениться на своей дочери Ингеборге. По возвращении домой три птицы уже сообщили о планах Рагнара Краке, и поэтому она упрекнула его в содеянном и рассказала о своём истинном благородном происхождении. Чтобы доказать, что она — дочь Зигфрида, который убил Фафнира, она сказала, что родит ребёнка, в чьём глазу будет отражён образ змея. Это произошло, когда она родила сына Сигурда Змееглазого. Когда Эйстейн узнал о том, что Рагнар изменил своё решение, он восстал против него, но был убит сыновьями Рагнара по приказу Краки.
Когда Рагнар собирался совершить свой злополучный последний набег на Англию, король сделал ошибку, не прислушавшись к предупреждениям Краки о плохом состоянии флота. Утверждается, что, когда король Элла бросил Рагнара в яму со змеями, викинга защитила заколдованная рубаха, которую сшила Крака. И только когда эта рубаха была с него снята, змеи смогли укусить Рагнара, тем самым убив его.

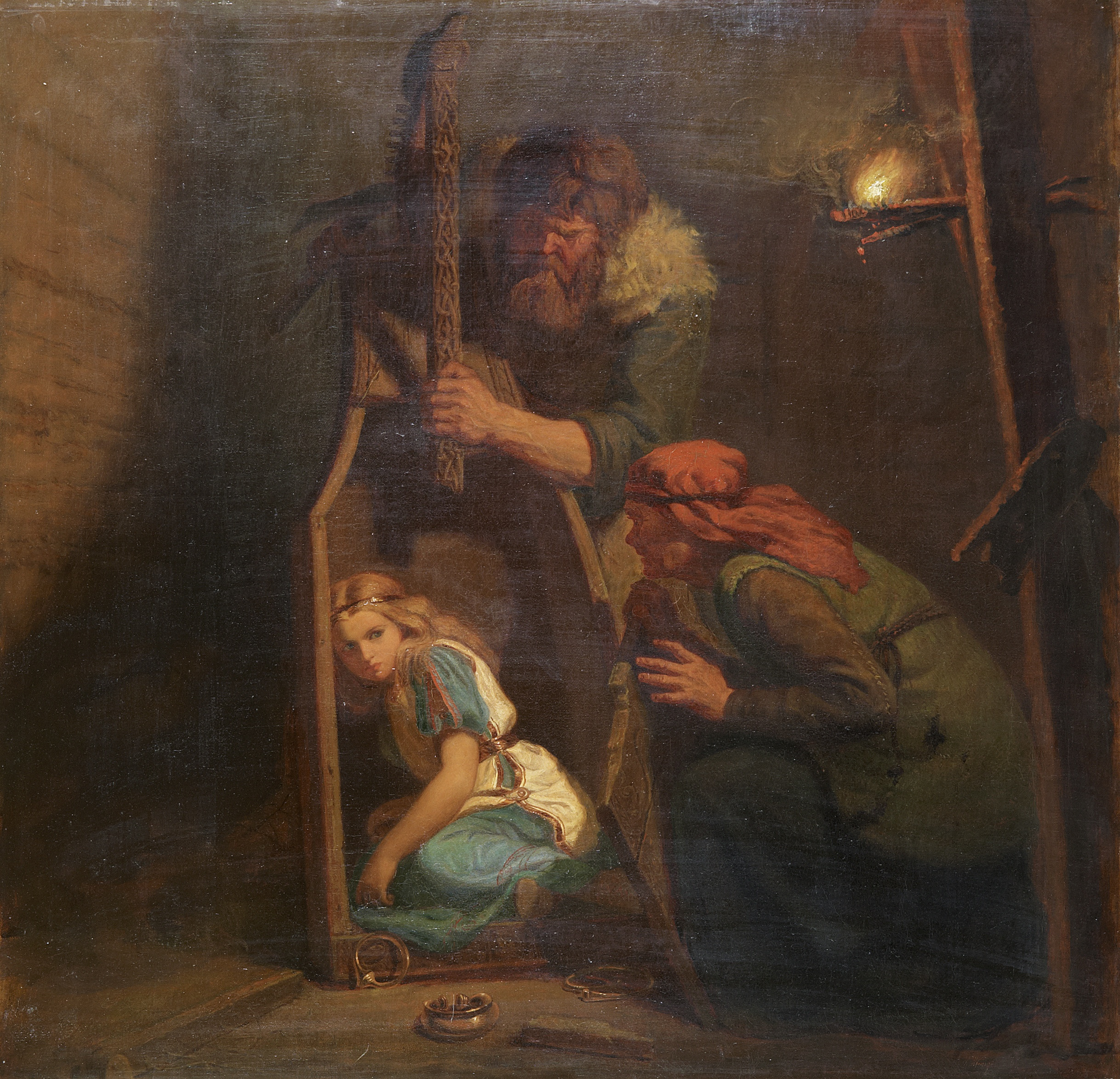
Аслауг в арфе. Картина Мортена Эскиля Винге. 1862 год

## Исследования
Согласно Мэрилин Джурих, Аслауг из «Саге о Рагнаре Лодброке» является прототипом народной сказки «Умная крестьянка», Указатель сюжетов фольклорной сказки № 875. Сказка и история Аслауг из саги практически идентичны вплоть до её брака с Рагнаром, но даже после этого есть общие черты: в саге делается акцент на решимость Аслауг (она отказывается отдаться Рагнару до свадьбы) и её, казалось бы, сверхъестественной мудрости: из-за того, что Рагнар настаивает на сексе сразу после свадьбы, вопреки её совету, их первый сын Ивар рождается слабым, «без костей».
Братья Гримм отмечают сходство своей сказки 1815 года № 8 «Умная дочь крестьянина» со скандинавским сказанием о Краке в приложении к тексту. Они также отмечают сходство со сказкой в «В шутку и всерьëз» Йоханнеса Паули от 1519/1522 гг.

## В современном искусстве
В своей романтической поэме «Воспитание Аслауг» Уильям Моррис пересказывает историю отношений Аслауг с Рагнаром, основываясь на «Нордической мифологии» Бенджамина Торпа (1851). Поэт-романтик Моррис изменил тон и сместил акценты саги, отразив в поэме самые мрачные и сложные мотивы сказания и изобразив Рагнара как классического героя, добивающегося сердца девы .
Она появляется в романе «Аслауга» Фридриха Генриха Карла де ля Мотт Фуке, опубликованном в 1810 году, а также двух других романах трилогии под общим названием «Герой Севера».
Аслауг в исполнении Алиссы Сазерленд является одной из главных действующих персонажей в телесериале «Викинги». История персонажа в значительной мере отличается от описанной в саге, однако встреча с Рагнаром представлена в легендарной манере.
Аслауг появляется в качестве дочери Локи в серии фэнтези-романов «Война Красной королевы» Марка Лоуренса.

## В астрономии
В честь Аслауг назван астероид (962) Аслог, открытый 25 октября 1921 года немецким астрономом Карлом Рейнмутом в обсерватории Хайдельберг-Кёнигштуль.